# Juan Manuel Fangio
Juan Manuel Fangio (Balcarce, 24 de junio de 1911-Buenos Aires, 17 de julio de 1995) fue un piloto de automovilismo argentino. Es considerado por los especialistas como uno de los pilotos de automovilismo más destacados de todos los tiempos, por haber logrado cinco campeonatos mundiales de Fórmula 1 en 1951, 1954, 1955, 1956 y 1957, los subcampeonatos de 1950 y 1953, y ser ganador de las 12 Horas de Sebring en 1956 y 1957.
En su niñez abandonó sus estudios para dedicarse a la mecánica automovilística y participar en competiciones no oficiales. En 1938 debutó en Turismo Carretera y compitió a bordo de un Ford V8. En 1940 pasó a competir con Chevrolet, con el cual obtuvo el Gran Premio Internacional del Norte y se consagró como Campeón Argentino de Turismo Carretera, título que repitió al año siguiente. Luego compitió en las categorías de Fuerza Libre (antecesoras de la Fórmula 1 Mecánica Argentina) donde ganó en cuatro ocasiones, desde 1947 a 1949 con un Volpi-Chevrolet y en 1950 con un Talbot.
En 1947, con la colaboración del gobierno argentino, comenzó a participar en los Grandes Premios del continente europeo. Desde 1947 a 1958, compitió en Grandes Premios de manera oficial para las marcas Mercedes, Maserati, Alfa Romeo y Ferrari obteniendo cinco títulos mundiales y dos subcampeonatos.
Fangio obtuvo 24 victorias, 35 podios, 29 pole positions y 23 vueltas rápidas en 51 Grandes Premios. Mantuvo durante un extenso período el récord de más títulos en Fórmula 1 hasta que fue desplazado por Michael Schumacher en 2003. Sin embargo, se mantiene como el piloto de mejor promedio de victorias, el único piloto que ganó campeonatos de Fórmula 1 con cuatro escuderías distintas y el piloto campeón más longevo de la historia (46 años y 41 días). Víctima de un grave accidente en Monza en 1952, estuvo dos temporadas alejado de los autódromos; una vez recuperado, se proclamó campeón del mundo en 1954 (Maserati y Mercedes), 1955 (Mercedes), 1956 (Lancia-Ferrari). Por otra parte, triunfó en las 12 Horas de Sebring de 1956 y 1957 con Ferrari y Maserati respectivamente. Luego de un secuestro en Cuba en 1958, obtuvo su última victoria en febrero de ese mismo año en el Gran Premio de Argentina, a los 46 años de edad, y se retiró de la competición unos meses después.
Desde 1974, fue presidente del directorio de Mercedes-Benz Argentina, y tras su retiro fue designado presidente honorario de Mercedes-Benz en Argentina desde 1987, e inauguró un museo en su ciudad natal. En 2011, en el centenario de su nacimiento, se realizaron variadas actividades con motivo de su nacimiento.

## Biografía

### Infancia y juventud

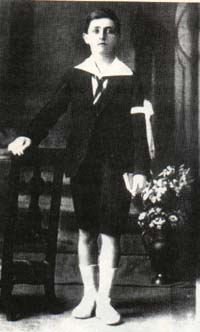
Fangio en su Primera Comunión.

Juan Manuel Fangio nació a las 0.10 del 24 de junio de 1911 como el cuarto hijo de los inmigrantes italianos Loreto Fangio (1880-1972) y Herminia D'Eramo (1885-1975) en una vivienda ubicada en el número 321 de la calle 13 de Balcarce. Sus hermanos fueron Herminia, José, Celia, Rubén y Carmen. Desde pequeño fue apodado el «Chueco» por la notoria curvatura de sus piernas.
El abuelo de Fangio, Giuseppe Fangio, emigró a Buenos Aires desde Italia en 1887. Giuseppe se instaló en Balcarce, y luego de tres años a partir de un exitoso negocio de venta de carbón vegetal, logró comprar una pequeña cantidad de hectáreas de campo, convirtiéndose además en productor rural. Una vez que los negocios comenzaron a dar sus frutos, Giuseppe trajo a la Argentina al resto de su familia, entre ellos su hijo menor Loreto, quien más tarde se convertiría en el padre del piloto de carreras, desde la pequeña ciudad de Castiglione Messer Marino, en la Provincia de Chieti de la región de Abruzzo. La madre de Juan Manuel, Herminia, era de Tornareccio, una localidad ubicada también en la misma Provincia de Chieti, en los Abruzzos. Los padres de Juan Manuel se casaron el 24 de octubre de 1903 e inicialmente vivieron en los campos que había comprado el padre de Loreto, donde Herminia era ama de casa y Loreto trabajaba en el sector de la construcción.
Inició sus estudios primarios en la escuela N.º 4 hasta que en cuarto grado se trasladó a la escuela N.º 1. Con apenas nueve años comenzó a trabajar para colaborar con la economía de la familia en una herrería, donde refaccionaba los carruajes de la zona y realizaba trabajos de forja de metales. Para 1922 ya se desempeñaba en la mecánica automovilística mientras estudiaba. Se incorporó a la concesionaria Rugby al año siguiente como asistente de Raimundo Carlini, con quien aprendió a conducir vehículos y reparar maquinarias agrícolas. Según él, «la primera vez que manejé... Me subí al auto, arranqué, empecé a andar y cuando vi que podía doblar y frenar tuve la impresión de que el auto tenía vida... De chico, siempre miraba cómo manejaban los mayores. Y aprendía mucho en los ómnibus».
En 1924, inició sus primeros trabajos para la agencia automotriz Ford. Su jefe de mecánicos, Guillermo Spain, lo orientó respecto de las partes que constituyen un motor. También ingresó como ayudante de mecánica en el taller de la agencia Studebaker del piloto local Miguel Viggiano, donde aprendió cuestiones relacionadas con el ajuste de motores.
Adquirió su primer vehículo, un Overland, como parte de pago de sus salarios a los 16 años. Luego de guardar reposo durante un año a causa de una pleuresía, Fangio comenzó a participar como delantero de media punta en el Club Rivadavia además de practicar boxeo. Años después fue incorporado al Club Leandro Alem y Mitre e incluso, llegó a integrar la selección de fútbol de Balcarce.

### Aspirante al automovilismo
En 1929 obtuvo el segundo puesto a bordo de un Chevrolet serie AB como acompañante del piloto Manuel Ayerza en una competencia zonal que se llevó a cabo entre Coronel Vidal y General Guido. Volvió a participar como acompañante sobre un Plymouth modelo 1929 junto a su cuñado José Brujas Font en el circuito de tierra denominado «La Chata» que bordeaba el campo en donde actualmente se erige el Aero Club. Paralelamente Fangio desarrolló una neumonía luego de un partido de fútbol que casi resultó fatal y lo llevó a permanecer en cama dos meses al cuidado de su madre.
Luego de cumplir con el servicio militar, en 1932 instaló un taller mecánico rudimentario en sociedad con su amigo José Duffard. Su padre Loreto les proporcionó un terreno frente a su casa donde edificaron el taller y el futbolista Francisco Cavalloti aportó un viejo camión como capital. En 1934, la factoría fue trasladada a bulevar del Valle y calle 14 bajo alquiler compartido con un comerciante, que ocupaba la parte delantera del local. La sociedad se amplió con la incorporación de uno de los hermanos de José, Bernardo Duffard.
Las primeras competencias fueron poco exitosas. Bajo el seudónimo de «Rivadavia» (nombre del primer equipo de fútbol en el que participó), debutó como piloto en una carrera no oficial en el circuito de Benito Juárez a bordo de un taxi Ford A. A causa del fundimiento de una biela, debieron abandonar la competencia cuando marchaban terceros a dos vueltas de la línea final. Poco después, fue descalificado en Gonzales Chaves por llegar tarde al circuito a bordo de un Ford A.
El 21 de marzo de 1937, acompañado por Duffard, intervino de nuevo en una competencia no oficial en el circuito «La Chata» conduciendo un Buick, propiedad de Oscar Rezusta. Al comenzar la carrera, la palanca de cambios se desprendió, por lo que transitó toda la carrera con el cambio en tercera velocidad fijado con un destornillador. Sin embargo, debió abandonar hacia el final a causa de un descarrilamiento sobre una alcantarilla.
Debutó de modo oficial como piloto el 27 de marzo de 1938 en el circuito de Necochea con un Ford V8 que adquirió con el apoyo de varios amigos. Obtuvo el tercer puesto en la segunda serie tras marcar el quinto tiempo en clasificación. Sin embargo, Carlos Arzani finalizó primero con un Alfa Romeo 3800 y Fangio, resultó séptimo.

### Turismo Carretera
En la categoría de Turismo Carretera, disputó su primera carrera del 18 al 30 de octubre de 1938 como copiloto del piloto de Balcarce, Luis Finocchietti. A pesar de que no recibieron el Gran Premio Argentino de Carretera, Fangio condujo la mayor parte del trayecto y clasificaron en el séptimo puesto. En noviembre se inscribió en la competencia denominada «400 km. de Tres Arroyos» pero esta fue suspendida por un fatal accidente, de modo que clasificó octavo en las primeras cuatro vueltas.
Su última carrera con un Ford V8 la realizó en el Circuito del Bosque de 1939 con Héctor Tieri como acompañante. Condujo su primera competencia como piloto de Turismo Carretera a bordo de un Chevrolet en el Gran Premio Argentino. Una fuerte lluvia interrumpió la corrida y Fangio finalizó vigésimo segundo en Concordia. Sin embargo, se reanudó con el nombre de Gran Premio Extraordinario en la provincia de Córdoba, donde logró su primer triunfo al ganar la cuarta etapa desde Catamarca a San Juan. Tras la victoria, comenzó a pensar que el automovilismo deportivo podía dar una buena reputación a su negocio si lograba demostrar la calidad de los trabajos. Fue así como comenzó a desarrollarse Fangio, Duffard y Cía., que posteriormente se convirtió en una importante empresa.
En octubre de 1940, después de 9500 km de competición en Argentina, Bolivia y Perú, ganó su primera carrera en Turismo Carretera al obtener el Gran Premio Internacional del Norte. El Chevrolet 1940 que condujo ahí fue adquirido con el producto de una rifa. Con el dinero obtenido en esa carrera lo compró definitivamente y la parte restante fue destinada a su taller para librarlo de intereses. Fangio clasificó como Campeón Argentino de TC y se convirtió en el primero para la historia de Chevrolet.

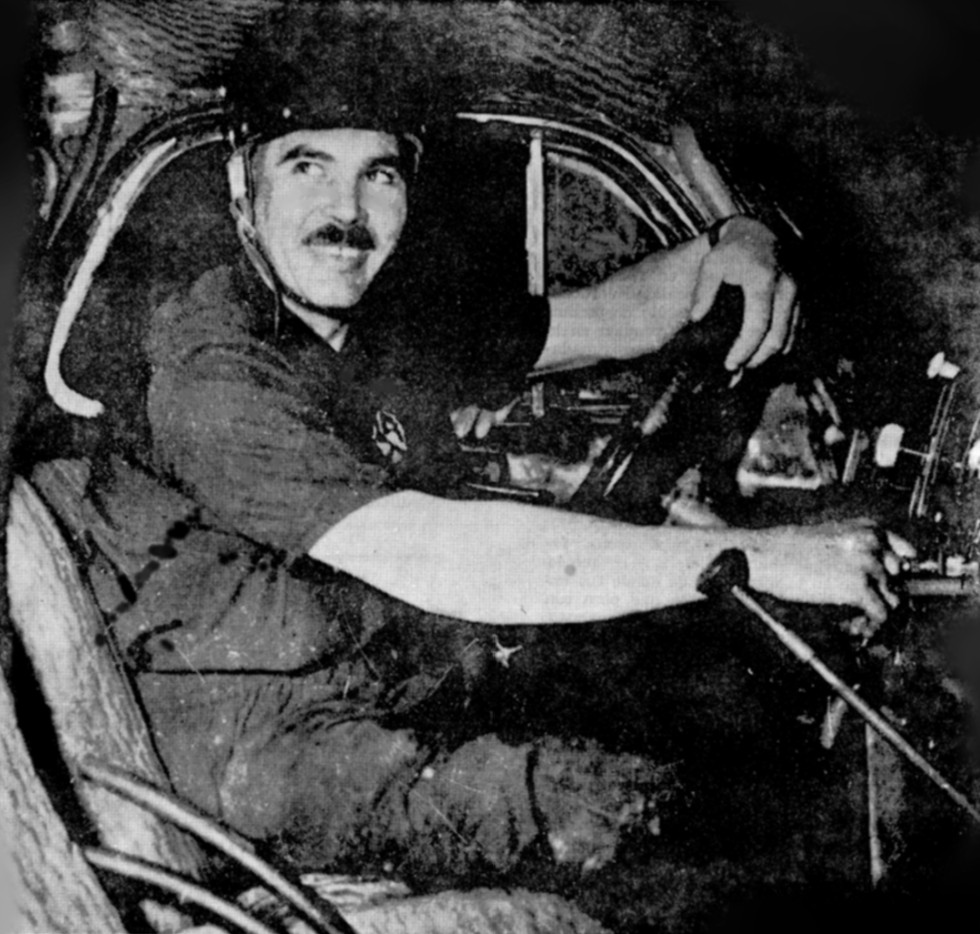
Eusebio Marcilla, piloto de TC conocido como "El Caballero del Camino" por su solidaridad con sus compañeros accidentados. Referente de Chevrolet y amigo personal de Fangio

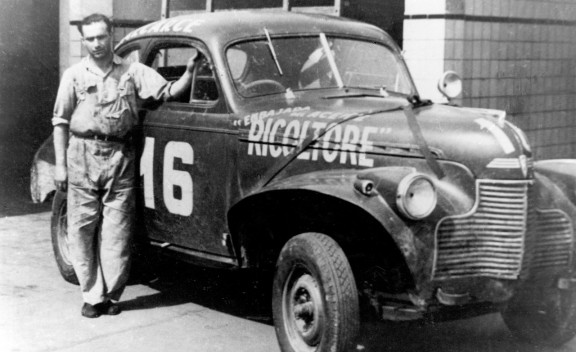
Fangio en sus épocas de TC.

Se consagró nuevamente como Campeón Argentino de TC en 1941 cuando venció a Oscar Gálvez en el Gran Premio Getúlio Vargas en Brasil, poco antes de participar en las «Mil Millas Argentinas». En 1942 el piloto tuvo un resultado favorable durante la segunda y última etapa del Gran Premio del Sur pero finalizó en el décimo puesto de acuerdo con la clasificación general. De todos modos, logró triunfar en la carrera «Mar y Sierras» con su cupé Chevrolet.
Alrededor de 1943 debió cerrar su taller como consecuencia de la Segunda Guerra Mundial y se asoció con su amigo Héctor Barragán, con quien viajó permanentemente al sur del país con el fin de adquirir camiones y acoplados para comerciar solamente sus neumáticos ya que escaseaban en Argentina a causa del conflicto bélico. En 1946, luego de un breve período de inactividad, retornó al automovilismo con dos competencias no oficiales en Morón y Tandil a bordo de un Ford T.
Su primera competencia en Mecánica Nacional (MN), previa a la carrera por el Premio Ciudad de Rosario, ocurrió en 1947 en el circuito de Retiro a bordo de un Chevrolet con chasis de Ford T. Luego de su triunfo en MN, Fangio fue habilitado reglamentariamente para competir en la prueba de coches Grand Prix que ganó Aquiles Varzi con Alfa Romeo. Significó su debut en pruebas internacionales de pista con un coche de Mecánica Nacional. Durante el resto del año, triunfó en el GP Ciudad de Montevideo-Uruguay, el GP Primavera de Mar del Plata y en el circuito «Doble Vuelta de la Ventana» de Turismo Carretera.
Durante el circuito de Palermo de enero de 1948, condujo su primer coche de carreras de Grand Prix, un Maserati 1500 de la escudería francesa Naphtra Course perteneciente al volante George Raph. Su participación ahí fue seguida por la de «Vuelta de Pringles» y «Vuelta de Entre Ríos», ambas pertenecientes al Turismo Carretera. Luego triunfó en tres carreras de MN, el 21 de marzo en el Premio Otoño de Palermo, el 28 de marzo en las «100 Millas Playas de Necochea» y el 2 de mayo en el Premio Ciudad de Mercedes Uruguay, todas con Volpi-Chevrolet. En una estadía en Francia, Amadeo Gordini lo invitó a competir con un Simca Gordini en Reims. A pesar de que abandonó en las dos pruebas, significó su debut en carreras de GP europeas.
Fangio ganó el Premio Fraile Muerto de Bell Ville y el Premio Jean Pierre Wimille en el circuito de Palermo de 1949 con el Volpi-Chevrolet en MN. Así mismo, obtuvo su primera victoria contra pilotos europeos en Autos Especiales durante el circuito «El Torreón» de Mar del Plata a borde de un Maserati. Luego fue designado capitán de la comitiva argentina «Aquiles Varzi» que viajó a Italia para instalarse cerca de Milán, en Galliate. Instalado en Europa, ganó seis de las diez carreras llevadas a cabo: el 3 de abril en San Remo, el 18 de abril en Pau, el 8 de mayo en Perpiñán, el 22 de mayo en Marsella, el 26 de junio en Monza y el 10 de julio en Albi. Durante las mismas, utilizó sus coches de carrera Maserati, Ferrari y Simca. Su despedida de Turismo Carretera sucedió en el Gran Premio de Carreteras 1949 con su cupé Chevrolet de 1939, con el que obtuvo el segundo lugar por detrás de Juan Gálvez.

#### Muerte de Daniel Urrutia
Fangio era uno de los 141 volantes inscritos para competir en el Gran Premio de América del Sur, que abarcó 9579 kilómetros entre Buenos Aires y Caracas, en la noche del 29 de octubre de 1948. Durante el trayecto, programado en 14 etapas, el Chevrolet 1939 que piloteaba cayó en una hondonada en los precarios caminos peruanos de montaña. Los organizadores habían decidido que gran parte de ese tramo se efectuara de noche a pesar del cansancio de los corredores ya que Perú transcurría un momento político tenso y se temía un levantamiento militar durante el desarrollo de la carrera. El accidente no solamente inutilizó su vehículo sino que le causó la muerte a su copiloto, Daniel Urrutia.

Habíamos pasado Huanchaco y el reflejo de mis faros sobre blancos paredones me encegueció. Enfrentamos una curva con terraplén, pero no la vi. Y el coche mordió arenitas y entró a dar vueltas. En ese momento tomé noción del desastre.
Juan Manuel Fangio

Su automóvil era seguido por Oscar Alfredo Gálvez y Eusebio Marcilla, quien se ocupó de trasladar a Fangio y los restos de Urrutia al Hospital de Chicama. Su muerte causó tanta repercusión en América que la Asociación Corredores de Turismo Carretera conmemoró el 29 de octubre como el Día del Acompañante y Copiloto del Automovilismo Deportivo Argentino. De hecho, Turismo Carretera decidió eliminar el puesto de copiloto tras el deceso de Urrutia.

#### La rivalidad con los Gálvez

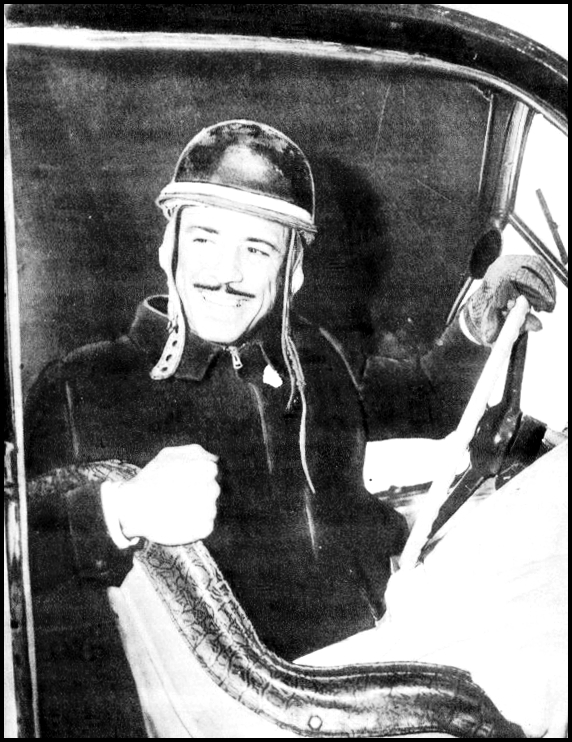
Oscar Alfredo Gálvez, uno de los automovilistas más destacados del TC durante los años de 1940.

Una de las rivalidades más destacadas de la historia del automovilismo argentino fue Fangio-Gálvez, que a menudo fue comparada con la de River Plate-Boca Juniors. A comienzos de la década de 1940, a pesar de que existían otras marcas de automóviles, Chevrolet y Ford se consolidaron en el mercado y desplazaron a las demás. Desde ese momento, Fangio se convirtió en sinónimo de Chevrolet y los hermanos Gálvez, de Ford. Según Clarín, «los Gálvez representaban a los "pitucos" porteños. Fangio era el símbolo del muchacho del interior, humilde, sacrificado».

Como jamás haya acontecido en nuestro automovilismo, Fangio y Gálvez o Gálvez y Fangio, originaron la más marcada división. Se fue Fangista o Galvista, y como al advenimiento de Juancito no se produjo cambio en los apellidos continuó la división sin darle entrada a ningún otro. Todos fueron de Gálvez o de Fangio. Y lo son todavía
Ricardo Lorenzo, 1951.

Fangio y Gálvez comenzaron a competir juntos en 1940 durante el Gran Premio Internacional del Norte de Turismo Carretera, una carrera de 92 participantes concebida para disputarse sobre una distancia de 9445,4 km divididos en 13 etapas. Ahí, Julio Pérez tomó la delantera hasta llegar a Córdoba cuando fue desplazado por Fangio. Sin embargo, la siguiente etapa fue obtenida por Oscar Gálvez. A la llegada a Lima, Fangio aventajaba por una hora a Daniel Musso y por casi dos a Gálvez, que acarreaba desperfectos mecánicos y otras dificultades. Como consecuencia de un cortocircuito de luz en medio de una curva, este sufrió un grave accidente al desbarrancar por un precipicio de 100 metros que motivó su internación urgente mientras que Fangio se convirtió en la primera persona en llevar a Chevrolet al primer puesto general en TC.
En 1941, Gálvez y Fangio viajaron a Brasil para competir en las siete etapas del Gran Premio Presidente Getúlio Vargas. Luego de casi 4000 km de recorrido, el primer puesto fue obtenido por Fangio y el segundo, por Gálvez. Esa clasificación se volvió a repetir al año siguiente en las Mil Millas Argentinas, con la diferencia de que en lugar de Oscar corrió por primera vez su hermano menor Juan. Si bien Fangio triunfó en las temporadas de 1941 y 1942, los Gálvez tuvieron mayor éxito entre 1942 y 1946. Durante el Gran Premio de América del Sur de 1948, Fangio cayó a un terraplén y Gálvez, al ver que el auto comenzaba a dar tumbos dirigió su máquina hacia el lado opuesto de la carretera y terminó volcando en un cañaveral. Sin embargo, ayudó a Fangio a buscar el cuerpo de su acompañante Daniel Urrutia, que yacía a unos 20 metros del Chevrolet.
Ambos automovilistas compitieron por última vez en 1949 y mantuvieron una larga amistad hasta la muerte de Gálvez en 1989.

### Fórmula 1
En el año 1947 viajó a Europa con apoyo del Automóvil Club Argentino. Ese año y el siguiente, Fangio participó en pocas competencias. En 1949 ganó cinco Grandes Premios de los seis en los que estuvo presente.
Cuando se creó el Campeonato Mundial de Fórmula 1 en 1950, Fangio ingresó al equipo oficial de Alfa Romeo junto a Giuseppe Farina y Luigi Fagioli. Logró su primer triunfo puntuable en Mónaco mientras que obtuvo otra victoria en el Circuit des Remparts de Angulema con Maserati. Se convirtió en subcampeón mundial de Fórmula 1 detrás de Farina al ganar el GP de Bélgica en Spa-Francorchams el 18 de junio, el de Reims el 2 de julio, el GP des Nations de Ginebra el 30 de julio y el GP de Pescara el 15 de agosto.
Regresó a la Argentina y triunfó en el GP Ciudad de Paraná el 12 de noviembre y en el GP Presidente Alessandri Palma en Chile el 17 de diciembre, ambas con el Ferrari 125. Su última presentación del año ocurrió en la temporada navideña cuando intervino en las «500 Millas Argentinas» en Rafaela con Talbot-Lago. En total, obtuvo 11 victorias durante 1950 en las distintas competiciones en que participó.

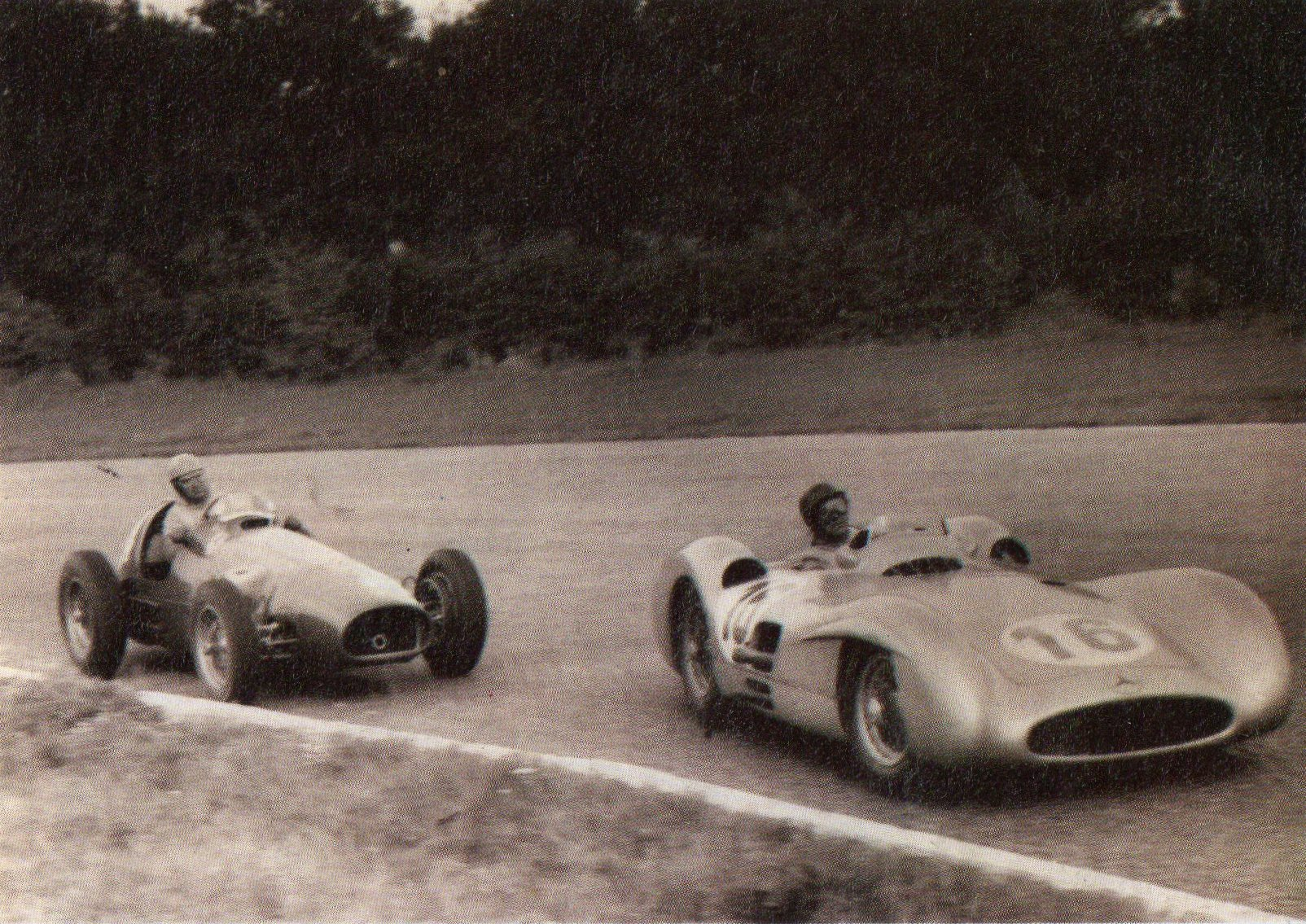
Gran Premio de Italia de 1954: Ascari persigue a Fangio, que corre con un Mercedes-Benz W196.

En 1951, Fangio obtuvo su primer título mundial de F1 conduciendo un Alfa Romeo 159 Alfetta y disputó 14 competencias en total. Al comienzo de la temporada, corrió para el equipo Mercedes-Benz en Argentina con el modelo W163 de preguerra y participó en dos pruebas europeas por invitación de Ferrari en Monza, de Gordini en París y en las «24 horas de Le Mans» con Talbot. Sus mayores rivales de esa temporada fueron José Froilán González y Alberto Ascari. Fangio, Farina y Fagioli integraron el equipo oficial de Alfa Romeo durante el Campeonato Mundial de F1 aunque finalmente se incorporó a Piero Taruffi, Reg Parnell y Consalvo Sanesi. En Silverstone, Farina logró la victoria mientras que Fangio triunfó en Montecarlo, Bélgica y Francia. A lo largo de toda la competencia el automovilista obtuvo el primer puesto en el GP de Suiza en Berna el 27 de mayo, el GP de Europa en Reims el 1 de julio y el GP de España en el Circuito de Pedralbes de Barcelona el 28 de octubre.
El 13 de enero de 1952 triunfó en el GP de Interlagos y el 3 de febrero, en el GP «Quinta da Boa Vista» (ambos en Brasil). Tras correr en Irlanda el 7 de junio con BRM, debió viajar a Italia para disputar una competencia en Monza al día siguiente con Maserati. En el tercer giro durante la curva de Lesmo, sufrió un grave accidente y debió permanecer internado casi cuatro meses, lo que generó rumores de que su carrera había llegado a un fin. En Argentina, por su parte, tuvo la victoria el 9 de marzo de 1952 del Premio Presidente Perón y del Premio Eva Perón el 16 de marzo. En Uruguay triunfó en dos carreras corridas en el Circuito de Piriápolis el 23 y 30 de marzo, ambas con un Ferrari 125. Restablecido de su accidente, ganó una trepada de montaña en la Vue des Alpes en Suiza y el GP Supercortemaggiore de Merano con un Alfa Romeo. Poco después, integrando el equipo Maserati, superó en Monza a Ascari y Farina en la última curva, lo que lo convirtió en subcampeón del mundo en 1953.

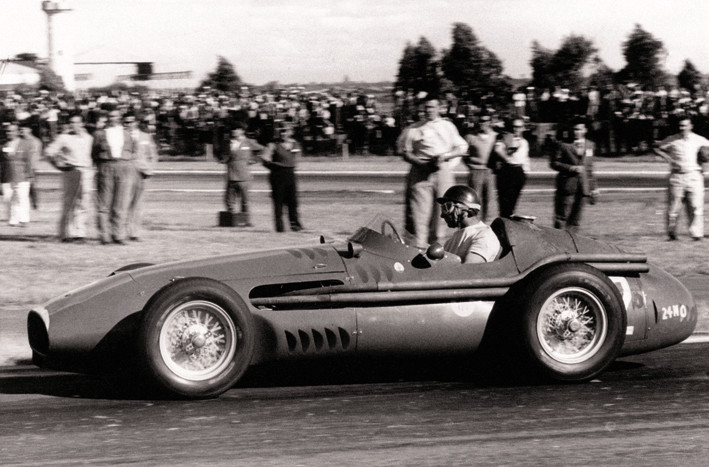
Fangio con su Maserati 250F.

Luego de obtener el primer lugar en la IV Carrera Panamericana con Lancia D24, a principios de la temporada de 1954 corrió en dos carreras puntables con el Maserati 250F debido a que el Mercedes-Benz W196 aún no había sido terminado. Fue así como sumó sus primeros puntos para el Campeonato Mundial de F1 al ganar el 17 de enero el GP de la República Argentina en el Autódromo de Buenos Aires y el 20 de junio el GP de Bélgica en Spa-Francorchamps. Fangio firmó contrato con Mercedes-Benz a mediados de año al igual que Karl Kling, Hans Herrmann y Hermann Lang. A bordo de una flecha plateada, continuó sumando puntos durante el Campeonato del Mundo al debutar con un triunfo en el GP de Francia en Reims el 4 de julio y continuar en el GP de Europa en Nürburgring el 1 de agosto, el GP de Suiza en Berna el 22 de agosto y el GP de Italia en Monza el 5 de septiembre. Logró su segundo título de Campeón del Mundo en 1954 luego de participar en ocho carreras puntables, de las cuales ganó seis (tres de ellas con la vuelta más rápida). En total, obtuvo 57 de los 72 puntos en juego y aventajó a su escolta por 30 puntos. Por su desempeño, fue distinguido como «deportista del año» y recibió el Premio Olimpia de Oro de la Asociación de Periodistas Deportivos de Argentina.
Conformó nuevamente el equipo Mercedes-Benz con Stirling Moss como compañero durante la temporada siguiente. El Campeonato Mundial de F1 1955 había sido programado con 11 pruebas puntables en Argentina, Mónaco, Indianápolis, Bélgica, Países Bajos, Inglaterra, Italia, España, Francia, Alemania y Suiza. Sin embargo, a causa de una tragedia automovilística acontecida en Le Mans, los organizadores de las carreras por el Campeonato del Mundo de España, Francia, Alemania y Suiza decidieron anularlas. De ese modo, la temporada de 1955 fue una de las más breves en la historia de F1 con solamente siete competencias. Fangio venció el 16 de enero en el GP de la República Argentina, el 5 de junio en el GP de Bélgica en Spa-Francorchamps, el 19 de junio el GP de Países Bajos en Zandvoort y el 11 de septiembre en el GP de Italia en Monza. De las seis carreras ganó cuatro, tres de ellas con la vuelta más rápida. Aventajó a su escolta con 41 puntos y a su compañero de equipo, Stirling Moss, por 18 puntos. Sobre el Mercedes-Benz W196, Fangio comentó que «desde la primera prueba de 1954 con el Mercedes-Benz, tuve el sentimiento de estar sobre un auto perfecto, de esos del tipo que los pilotos soñamos correr algún día». Además de ser el primer modelo de la escudería alemana que ganó un Gran Premio de Fórmula 1 tras la Segunda Guerra Mundial, el W196 introdujo al automovilismo tecnologías pioneras como el motor de inyección o la suspensión independiente. El modelo que condujo en 1954 fue subastado en 2013 por 22,7 millones de euros, la cifra más alta pagada por un vehículo en el mundo. Sus otros triunfos fuera del campeonato ocurrieron el 30 de enero en el GP Ciudad de Buenos Aires con Mercedes-Benz en la categoría de Fórmula libre, el 29 de mayo en el Premio Eiffel de Nürburgring, el 7 de agosto en el GP de Suecia de Kristianstad y por último, el 6 de noviembre en el GP de Venezuela con Maserati 300 S.

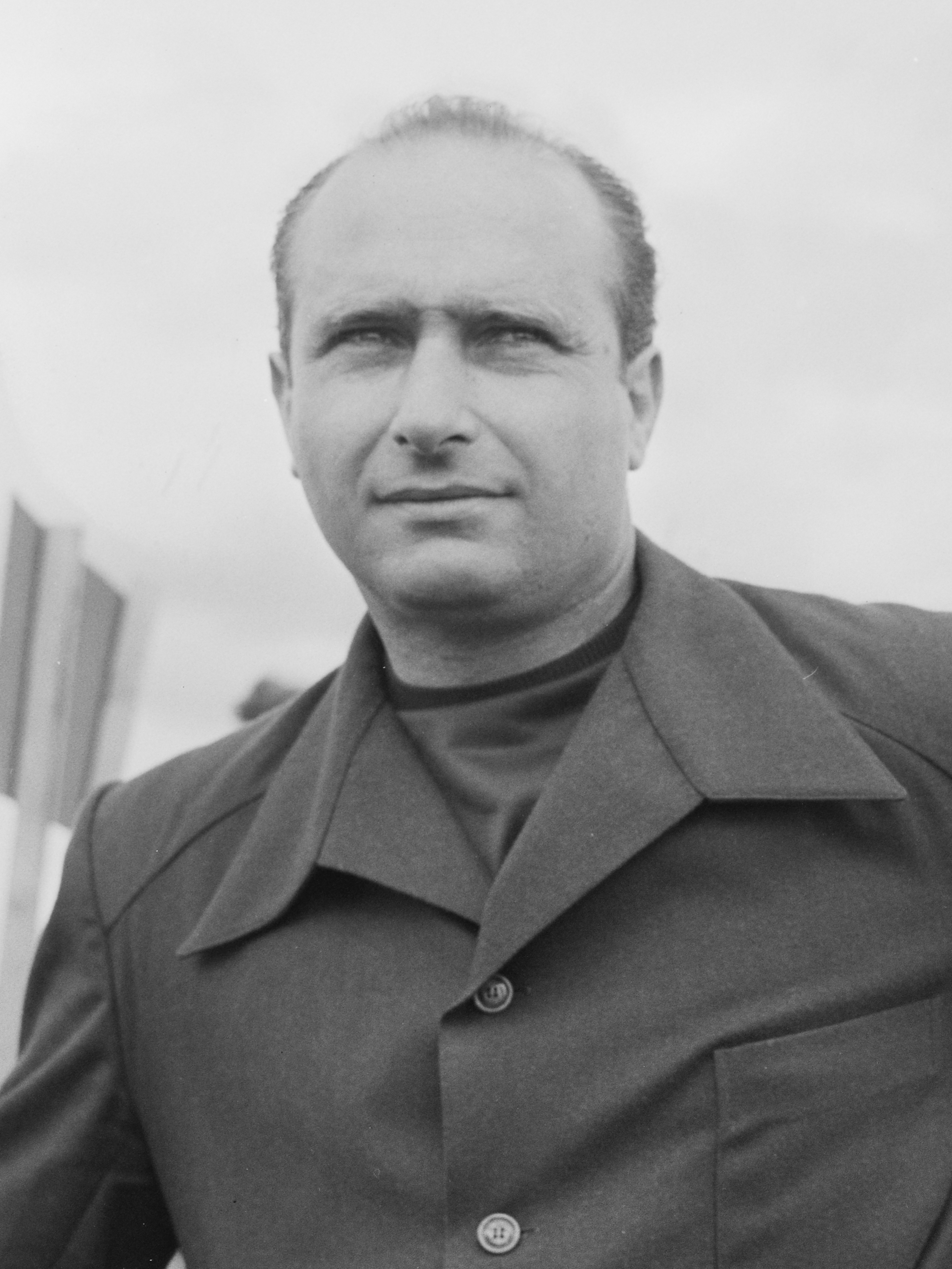
Fangio en 1955

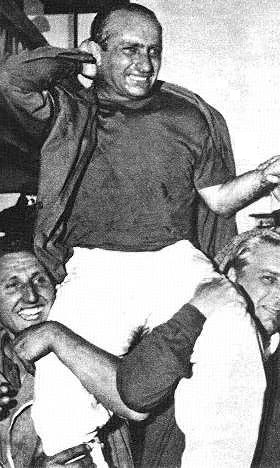
Fangio luego de su triunfo en Nürburgring en 1957.

En 1956, Mercedes-Benz se retiró de F1, por lo que Fangio firmó contrato con Ferrari. A lo largo de la temporada experimentó diversas fallas y problemas de organización que lo perjudicaron. Para permanecer en él, le exigió a Enzo Ferrari la asignación de un mecánico que asistiera su coche en exclusividad. Marcelo Giambertone analizó en su libro algunos aspectos del torneo de 1956 y señaló que Enzo Ferrari deseaba que Peter Collins ganara el campeonato debido a que Inglaterra significaba un mejor mercado automovilístico que Argentina. La publicación de Giambertone generó el enojo de Ferrari, por lo que Fangio debió aclarar:

(Giambertone) fue un hombre muy ligero y cuando me habló del libro, acepté que lo hiciera... Pero no intervine en él y al leerlo me di cuenta de la intencionalidad de lo allí escrito y de la mención de dichos míos no ciertos, salvo aquella aclaración sobre la relación con Ferrari. Reconozco que al editarse el libro conteniendo mi firma, era lógico el disgusto de Ferrari.

La circunstancia que declinó su relación con Ferrari ese año fue la modalidad de la escudería que exigía que los mecánicos trabajasen en todas las máquinas del equipo. Fangio no tenía asignado ningún mecánico para su vehículo como solía tener en Mercedes-Benz y esa situación le resultó ilógica. En Inglaterra, sufrió la rotura de un embrague y en Mónaco, debió ingresar en los boxes en la vuelta 42 tras rozar un cordón. En Italia, Peter Collins le cedió su máquina para que Fangio pudiera continuar de forma ventajosa en el Campeonato Mundial. Fangio recordó su buena actitud al señalar que «Collins sabía que tenía que ganar con récord de vuelta y en ese momento estaba tercero detrás de [Daniel] Musso. No obstante la carrera no había terminado, pero de igual manera me dio su auto, gesto que nunca olvidaré». Durante el Gran Premio de Bélgica, uno de los diferenciales de su Lancia-Ferrari se engranó, lo que motivó su abandono. Los inconvenientes continuaron con una pérdida de combustible en el tablero de instrumentos en el Gran Premio de Francia que lo llevó al cuarto puesto. Tras el incidente decidió renunciar al equipo pero el nombramiento de un mecánico exclusivo para su máquina posibilitó su retorno. Logró remontar su puntaje durante los siguientes circuitos y al final de la temporada, había logrado seis victorias y cuatro segundos puestos.

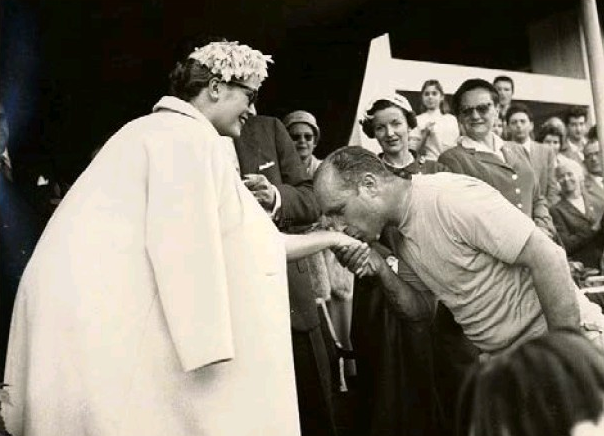
Juan Manuel Fangio saluda a la Princesa Grace de Mónaco luego de ganar el Gran Premio de Mónaco en 1957.

Durante la temporada siguiente, abandonó la escudería Ferrari y se vinculó a la de Maserati. Ferrari manifestó irónicamente que «no tendremos a Fangio en 1957 porque no somos suficientemente ricos». Triunfó el 13 de enero en el GP República Argentina, el 19 de mayo el GP de Mónaco, el 7 de julio el GP de Francia en Rouen-les-Esasrts y el 4 de agosto el GP de Alemania en Nürburging en una destacada carrera con Peter Collins y Mike Hawthorn. La competencia en Nürburging fue considerada una de las mejores de su vida ya que batió al equipo Ferrari en la última vuelta y logró su quinto y último título mundial. Para el final del torneo, sumó 46 puntos contra 25 de Stirling Moss. A pesar de la obtención del título, Maserati se retiró ese año. Fangio recibió múltiples reconocimientos luego de su desempeño, entre ellos el Trofeo al Conductor del Año del Gremio de Cronistas de Automovilismo Británico y la designación de Huésped de Honor de Alemania por el presidente Theodor Heuss.
Ganó su última carrera en febrero de 1958 cuando corrió en el GP de Buenos Aires. Decidió retirarse meses después en el circuito de Reims, donde había debutado diez años atrás. Su secuestro le impidió participar del GP de Cuba aunque pudo competir en la Carrera de los Dos Mundos en Monza con un Dean Van Lines SP.
Luego de su retiro, fue distinguido como presidente honorario de la Comisión Deportiva Automovilista de la República Argentina.

### Secuestro

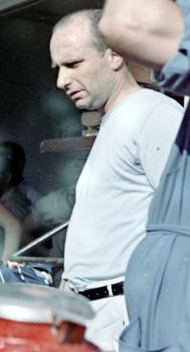
Fangio en 1957.

En febrero de 1958, Fangio se hallaba en La Habana para competir en el Gran Premio de Cuba. Fidel Castro, que por entonces comandaba la guerrilla Movimiento 26 de Julio en Sierra Maestra, consideró que el secuestro del automovilista sería un buen golpe publicitario y una manera de ridiculizar al gobierno de Fulgencio Batista.
Cuando Fangio se hallaba en el hall del Hotel Lincoln donde se hospedaba, un joven del comando guerrillero se le acercó con un revólver y le dijo: «Disculpe, Juan, pero me va a tener que acompañar». Fue subido a un automóvil en el que se hallaban otros dos hombres y permanecieron transitando la ciudad durante una hora. Finalmente fue trasladado a un departamento donde miembros del movimiento de Castro le manifestaron que el motivo del secuestro era difundir los ideales y lucha del mismo. La misión estuvo a cargo de Arnol Rodríguez y Faustino Pérez, luego ministros del gobierno revolucionario. Existía la posibilidad de que el régimen de Batista decidiera matar al piloto y culpar al movimiento encabezado por Castro. Para evitar eso, Fangio les propuso comunicarse con el embajador argentino Raúl Guevara Lynch, primo de Ernesto «Che» Guevara.
Ante la ausencia de Fangio, el francés Maurice Trintignant lo reemplazó en la carrera. Sin embargo la competencia fue breve debido a un accidente en la quinta vuelta que le causó la muerte a seis espectadores y generó 40 heridos. Más tarde, Fangio diría irónicamente que «yo podría haber estado en ese choque, así que mis secuestradores me salvaron la vida». Luego de su liberación tras 26 horas de secuestro, el automovilista declaró a la prensa pública que «me han tratado de un modo excelente... En verdad, tuve las mismas comodidades que si hubiera estado entre amigos... Si lo hecho por los rebeldes fue por una buena causa, entonces, como argentino, yo lo acepto como tal». A pesar de ello, disputó la Copa Dos Mundos en Monza con un vehículo Dean Van Lines.
Un año y medio después, luego de la asunción de Fidel Castro, fue designado «Invitado de honor» de Cuba. En 1981, cuando regresó a La Habana en calidad de presidente honorario de Mercedes-Benz en Argentina, fue recibido en el aeropuerto por el ministro de Relaciones Exteriores, Arnol Rodríguez, y fue invitado a una reunión con Fidel Castro. Fangio nunca demostró tener un mal recuerdo de su experiencia en 1958: «No hablamos casi nada del secuestro. Yo creo que fue algo especial, hecho por gente que tenía sus ideales y quería darlos a conocer de cualquier manera». El director Alberto Lecchi trató el secuestro en su película Operación Fangio (1999), con Darío Grandinetti en el rol del automovilista.

### Última etapa

#### Actividad posterior

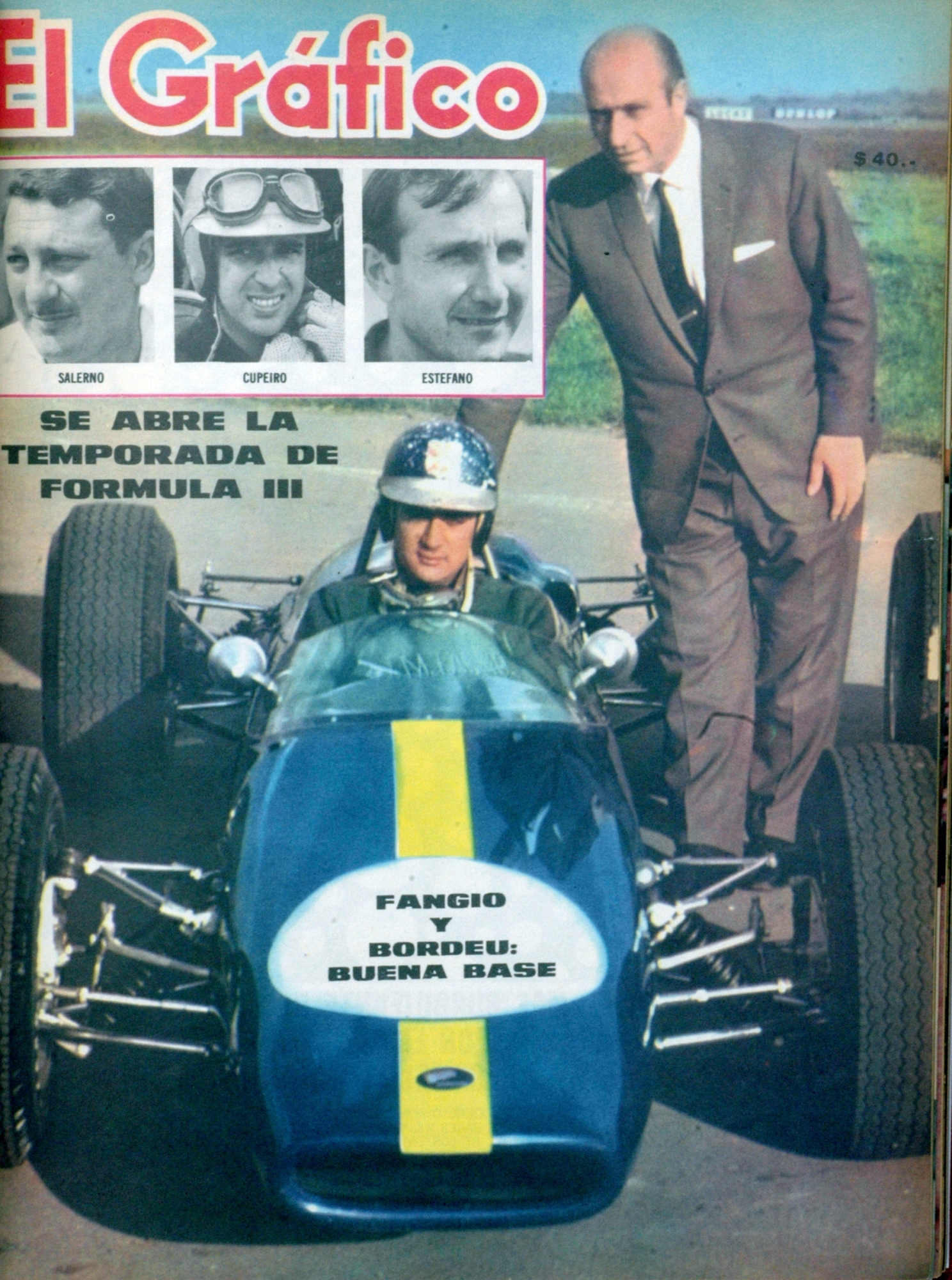
Fangio y Bordeu en 1966.

A principios de la década de 1950, Fangio sufrió un accidente de tránsito al verse obligado a dar un volantazo para esquivar un camión que se aproximaba. El coche, un Lancia Aurelia GT, rozó un poste, dio dos vueltas y tiró a Fangio al suelo, causándole raspaduras en los codos. Un pasajero declaró que el incidente fue la primera vez que Fangio había estado tan aterrorizado.
Cuando Fangio asistió a las 500 Millas de Indianápolis de 1958, el propietario del coche, George Walther Jr. (padre del futuro piloto de las 500 Millas de Indianápolis, Salt Walther ), le ofreció U$S 20.000 para clasificarse con un Kurtis - Offenhauser . Fangio ya había asistido a las 500 en 1948, momento en el que expresó su interés en competir. Sin embargo, no pudo clasificarse con un coche que no funcionaba correctamente. Walther permitió que Fangio se mantuviera al margen (antes de que se revelara un contrato con BP), pero no quería que otro piloto ocupara el puesto de Fangio.
Luego de su retiro, participó en muchas carreras de exhibición mundiales, homenajes a figuras del automovilismo y en la organización de eventos relacionados con su profesión. En 1960 llevó a cabo una exhibición en el Parque Sarmiento de la Ciudad de Córdoba con un Maserati 2500 de Ettore Chimeri, con el que sufrió una salida de pista, rozó un cordón y se levantó accidentalmente en el aire sin consecuencias. Se convirtió presidente de honor del Club International des Anciens Pilotes de Grand Prix F1 en 1962.

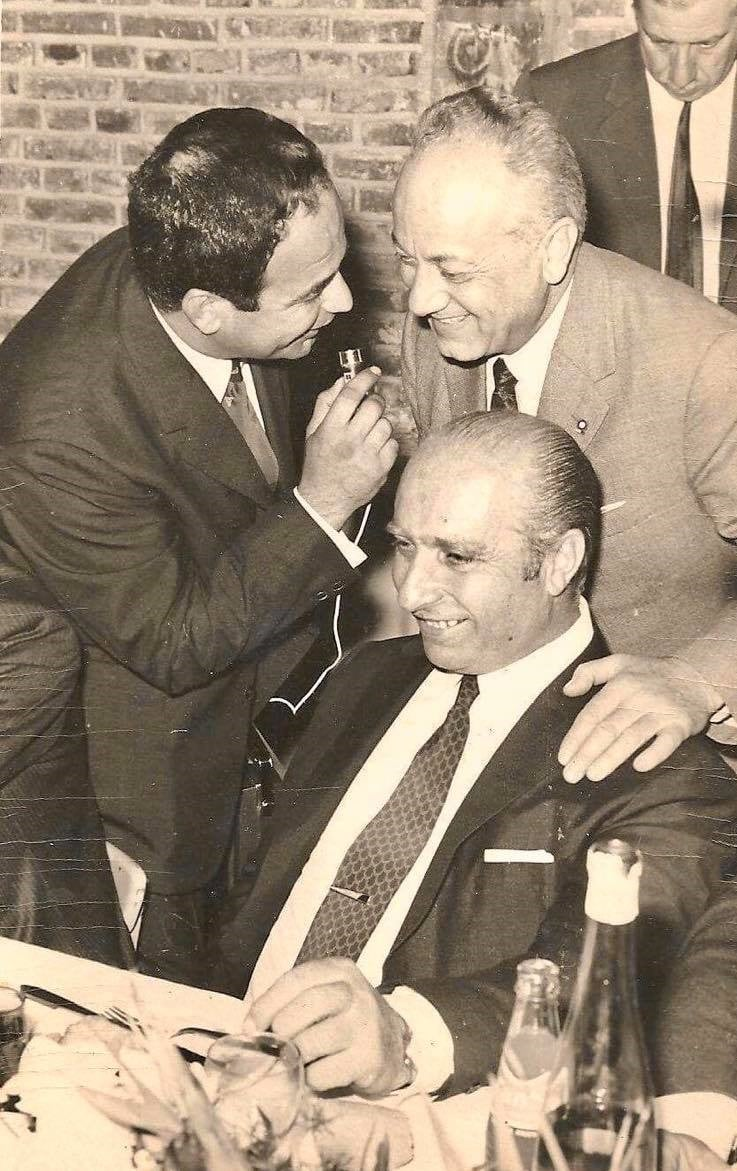
Fangio junto a los empresarios marcosjuarenses Américo y Carlos Andreone, en la inauguración de la Agencia oficial Chevrolet "Andreone Hermanos" en Marcos Juárez el 10 de diciembre de 1960.

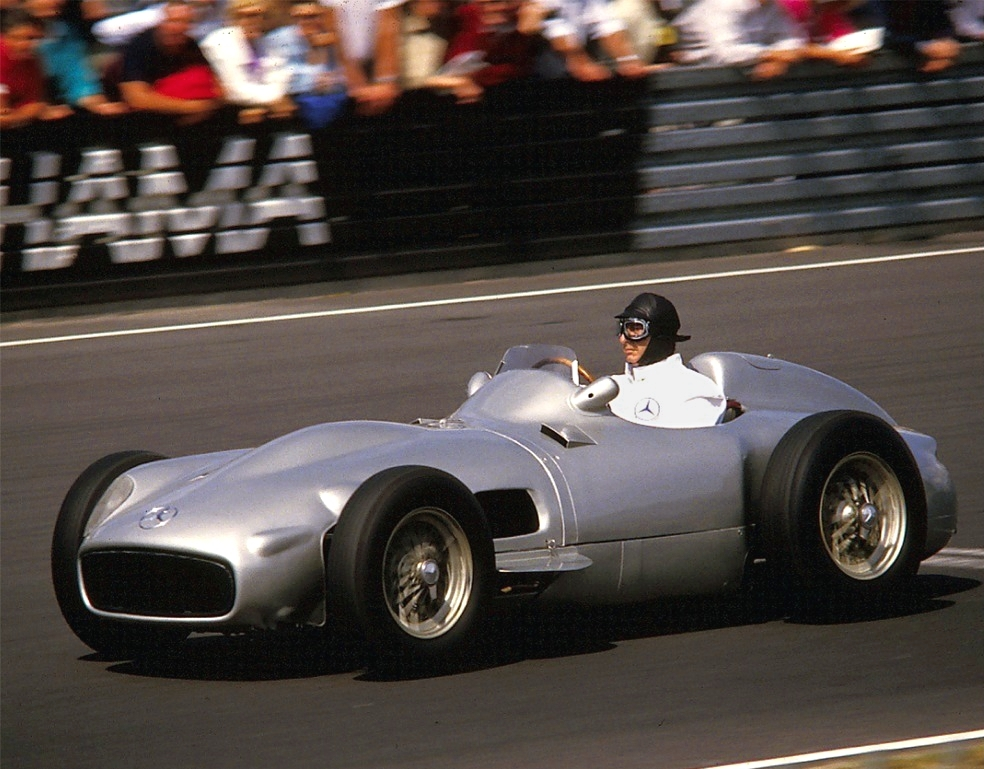
Fangio conduciendo un Mercedes-Benz W196 en Nürburgring, 1986.

En 1968, colaboró con ACA en la organización de la Temporada Internacional de Fórmula 2 que se realizó en Argentina, tarea que se tornaría constante durante los próximos años. Poco después, encabezó el proyecto «84 Horas de Nürburgring» para autos IKA-Renault Torino de fabricación argentina y viajó a Alemania en calidad de asesor de pilotos junto al equipo argentino.

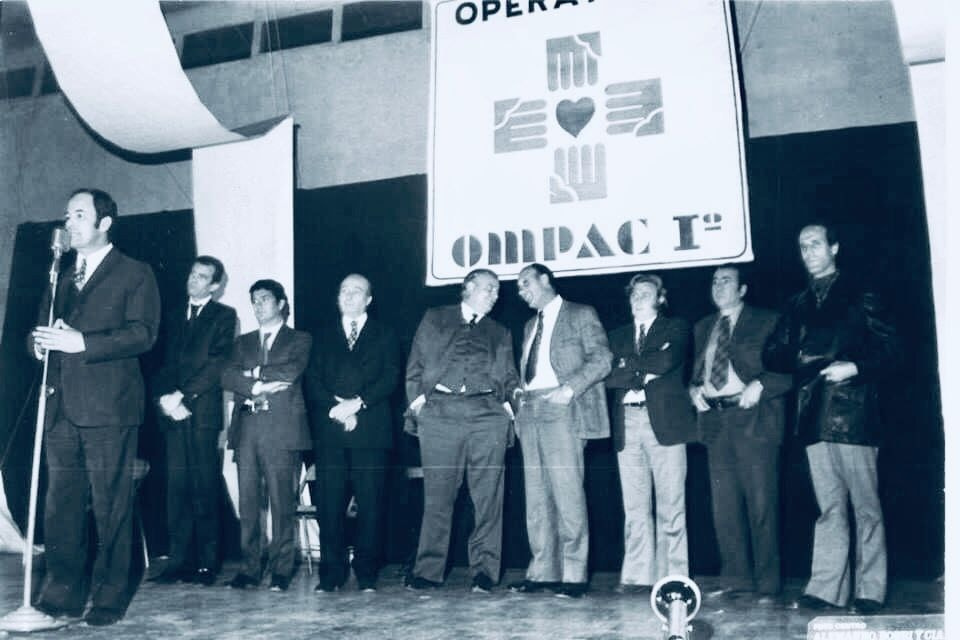
Fangio, junto al corredor marcosjuarense y campeón de TC Carlos Löeffel en el evento realizado por la OMPAC (Organización Marcosjuarense Para Ayuda Comunitaria) a beneficio del Hospital Regional Dr. Abel Ayerza de Marcos Juárez. Juan Manuel Bordeu y el golfista Roberto De Vicenzo también están presentes en la foto. Febrero de 1963

Fue partícipe de la denominada «Carrera del Recuerdo» realizada el 17 de octubre de 1973 en el Autódromo de Buenos Aires con un Fiat Berlina 125. Ahí también participaron legendarias figuras del automovilismo como Oscar Alfredo Gálvez. Fue nombrado presidente de Mercedes-Benz Argentina en abril de 1974 y al año siguiente, fue parte de una prueba de exhibición en Dijon con motivo del Gran Premio de Suiza a bordo de un Maserati 250F. En el 50.º aniversario del circuito de Nürburgring, Fangio participó en la Quinta Carrera Internacional de Coches Históricos de Carrera y Deportivos, denominada «Desfile del Recuerdo», con el Mercedes-Benz W196 R. 
Fangio fue el invitado especial del 50 aniversario del Gran Premio de Australia de 1978 en el Sandown Raceway de Melbourne (siete años antes de que el Gran Premio de Australia se convirtiera en una ronda del Campeonato Mundial en 1985). Después de otorgarle el Trofeo Lex Davison al ganador de la carrera, Graham McRae (quien declaró que conocer a Fangio fue una emoción mayor que ganar la carrera por tercera vez), Fangio condujo su Mercedes-Benz W196, ganador del Campeonato Mundial de 1954 y 1955, en una enérgica exhibición de tres vueltas contra otros tres autos, incluido el Brabham BT19, ganador del Campeonato Mundial de 1966, conducido por el triple campeón mundial de Australia, Jack Brabham. A pesar de que su auto era más de diez años más viejo que el Repco Brabham, Fangio empujó al australiano hasta la bandera. Antes del evento, Fangio (quien a los 67 años de edad y sin haber competido en más de 20 años, todavía tenía la Super licencia FIA completa) había manifestado su intención de competir y no solo hacer una demostración.
En 1979 incursionó en el circuito inglés de Donington Park en ocasión de un evento organizado por la Fundación Gunnar Nilsson.
Luego de correr en el Rally de Bruselas en 1981, participó a bordo de un Chevrolet TC en el Gran Premio del Recuerdo, una caravana realizada en 1983 por el centro de la ciudad de Buenos Aires para aportar fondos al Patronato de la Infancia y a la Asociación de Ayuda al Menor de la Provincia de Buenos Aires. Fue designado presidente honorario de Mercedes-Benz Argentina en 1987, única distinción otorgada en su historia por la fábrica alemana, y ejerció el cargo hasta 1994. Fangio fue nombrado presidente de la Fundación Renault en 1990 y continuó realizando apariciones públicas especialmente en carreras de exhibición internacionales hasta que su salud comenzó a deteriorarse. Realizó su última competición en la Isla de Cerdeña en 1993 a bordo de un Alfetta 159 en compañía de otras figuras de su época.

#### Su papel en Mercedes-Benz durante la dictadura militar
En el centenario de su natalicio en 2011, fueron presentados dos proyectos en la Legislatura porteña por parte del PRO para homenajearlo, los cuales fueron resistidos tanto por la Defensoría Adjunta del Pueblo porteña como por la diputada Delia Bisutti, quien señaló que «se está haciendo una reivindicación de Fangio en su totalidad y alguien de su renombre no podía estar ajeno a lo que ocurría. Aquí hubo una dictadura militar con acompañamiento cívico, y es muy importante remarcar lo de Fangio». Fernando de Andreis, el diputado que presentó el proyecto, desestimó la acusación asegurando que era infundada. Graciela Borges, exesposa de Bordeu, también defendió a Fangio, argumentando que la visita a Venezuela la hubiera hecho con cualquier otro gobierno.

#### Museo Juan Manuel Fangio

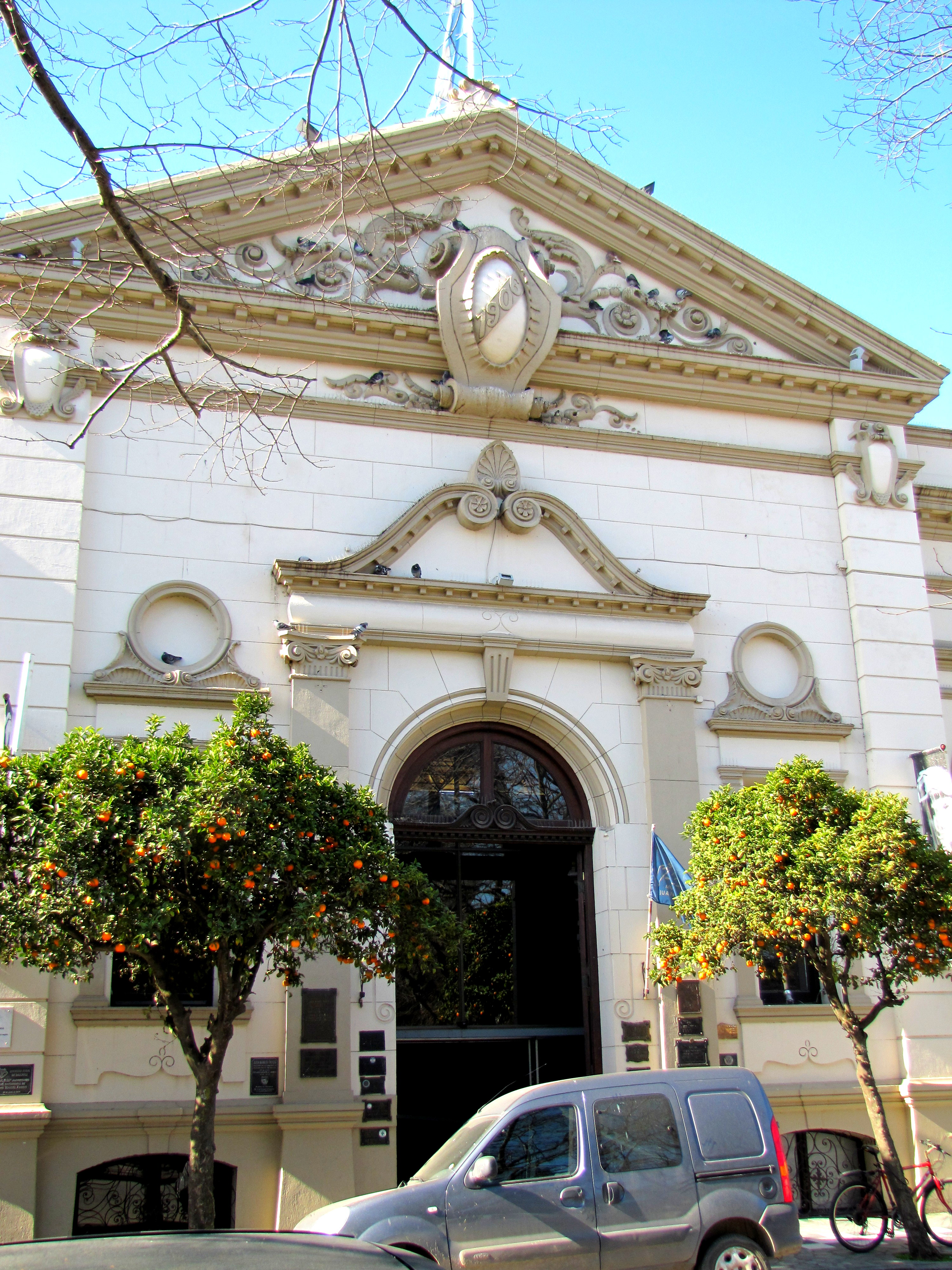
Museo del automovilismo Juan Manuel Fangio.

En 1979, algunos vecinos de la ciudad de Balcarce comenzaron a promover la formación de una comisión de trabajo para concretar la edificación de un museo al enterarse de la intención de Juan Manuel Fangio de reunir sus trofeos, autos y presentes acumulados a lo largo de su vida deportiva en un mismo lugar. El 26 de octubre de ese año se estableció la «Comisión Pro-Museo del Automovilismo Juan Manuel Fangio» bajo ayuda municipal.
Un antiguo edificio de 1906, en el que había funcionado la municipalidad y el concejo deliberante de Balcarce, fue elegido para establecer el museo. Si bien permanecía cerrado y en un estado de conservación deplorable, ocupaba un lote de significativas proporciones y se hallaba en la esquina sur de la plaza central del pueblo. Su historia comunitaria generó ansias por recuperarlo como patrimonio arquitectónico de la ciudad.
Enterado a fines de 1980 de la propuesta de la Comisión Pro-museo, el gobernador de facto de la Provincia de Buenos Aires de entonces, Ibérico Saint Jean, la impulsó y aportó el capital inicial que posibilitó la licitación y los comienzos de la obra. El aporte, que dado el proceso inflacionario resultó cercano al 18% del costo (al comienzo representaba el 75%-80%), fue ampliado con donaciones de empresas nacionales e internacionales, personas adherentes al proyecto, aportes del propio Fangio y se completó con distintas actividades organizadas por la comisión. El automovilista donó parte de sus trofeos y una gran variedad de automóviles a la municipalidad de Balcarce en 1983 para su posterior presentación en el museo. Finalmente, el 22 de noviembre de 1986 fue inaugurado el Centro Tecnológico-Cultural y Museo del Automovilismo Juan Manuel Fangio.
La renovación del edificio y su contenido provocaron en los visitantes y en el periodismo mundial un asombro que lo llevaron a ser calificado como el museo de automovilismo más importante de América del Sur y el mejor dedicado a un piloto de competición.
Al concluir su objetivo, la Comisión Pro-Museo fue disuelta. Sin embargo, a instancia de Fangio y Juan Manuel Bordeu, se creó la Fundación Museo del Automovilismo Juan Manuel Fangio, entidad que administra y rige el destino del museo y se encarga de preservar, mantener y acrecentar el patrimonio deportivo de Fangio.

### Disminución de la salud y fallecimiento
Su salud fue deteriorándose en las últimas décadas de su vida. En diciembre de 1970, sufrió un grave ataque cardíaco y en 1981, luego de realizar una exhibición con un Mercedes-Benz 300 SLR en Dubái, tuvo una indisposición cardíaca. Fue sometido al año siguiente a una intervención quirúrgica en la cual el doctor René Favaloro le implantó cinco bypass. A fines de la década de 1980 fue diagnosticado con insuficiencia renal crónica y en 1992, fue operado para extraerle un tumor benigno de los riñones. Padeció una infección intestinal en 1993 en Stuttgart, por lo que debió ser internado. A fines de ese año debió ser ingresado nuevamente por quince días en la Clínica Mater Dei a causa de una hipercalcemia sanguínea. En sus últimos años debía someterse a tres sesiones semanales de diálisis a cargo del doctor Roque Sala al mismo tiempo que comenzó con una progresiva pérdida del conocimiento y problemas motores derivados de sus anteriores patologías. Luego de una internación de urgencia en enero de 1995, se recluyó en su vivienda de Palermo Viejo, donde continuó con el tratamiento y abandonó prácticamente todas sus apariciones públicas.
El 14 de julio de 1995 padeció una insuficiencia respiratoria con exceso de flemas que motivó su internación en la Clínica Mater Dei, donde fue diagnosticado con bronconeumonía. Dos días después tuvo una crisis respiratoria y su diagnóstico se agravó el 17 de julio cuando sufrió una descompensación en su estado de salud que hasta ese entonces se mantenía estable. Falleció a la edad de 84 años a las 4.10 UTC-3 en Buenos Aires.
Luego de su deceso, el presidente Carlos Menem dispuso el Salón Blanco de la Casa de Gobierno para su funeral. El presidente de la FIFA, João Havelange, expresó sus condolencias y Jackie Stewart, tricampeón mundial de Fórmula 1, decidió viajar para las exequias. Posteriormente sus restos fueron trasladados para un nuevo velorio en la sede central del Automóvil Club Argentino y otro en el Museo Fangio para luego ser finalmente colocados en el panteón familiar del Cementerio de Balcarce.
En 2021 los restos del corredor fueron traslados del Cementerio balcarceño al Museo que lleva su nombre, en la misma ciudad que hace más de 110 años lo vio nacer y crecer, siendo el punto cúlmine de una ceremonia que duró dos días cargados de homenajes a Fangio, coincidiendo también con el 70.º aniversario de su primer triunfo en la Fórmula 1. En la ceremonia estuvieron presentes Oscar "Cacho", Rubén y Juan Carlos, los tres hijos del quíntuple, junto con personalidades destacadas del Automovilismo a nivel nacional y mundial como Sir Jackie Stewart, Oreste Berta y Horacio Pagani. Luego del responso religioso, el ataúd con los restos de Fangio fue depositado en una bóveda especial en el Museo, a metros de los trofeos que el ganó y parte de los autos con los que tuvo su exitosa carrera automovilística.

### Vida privada

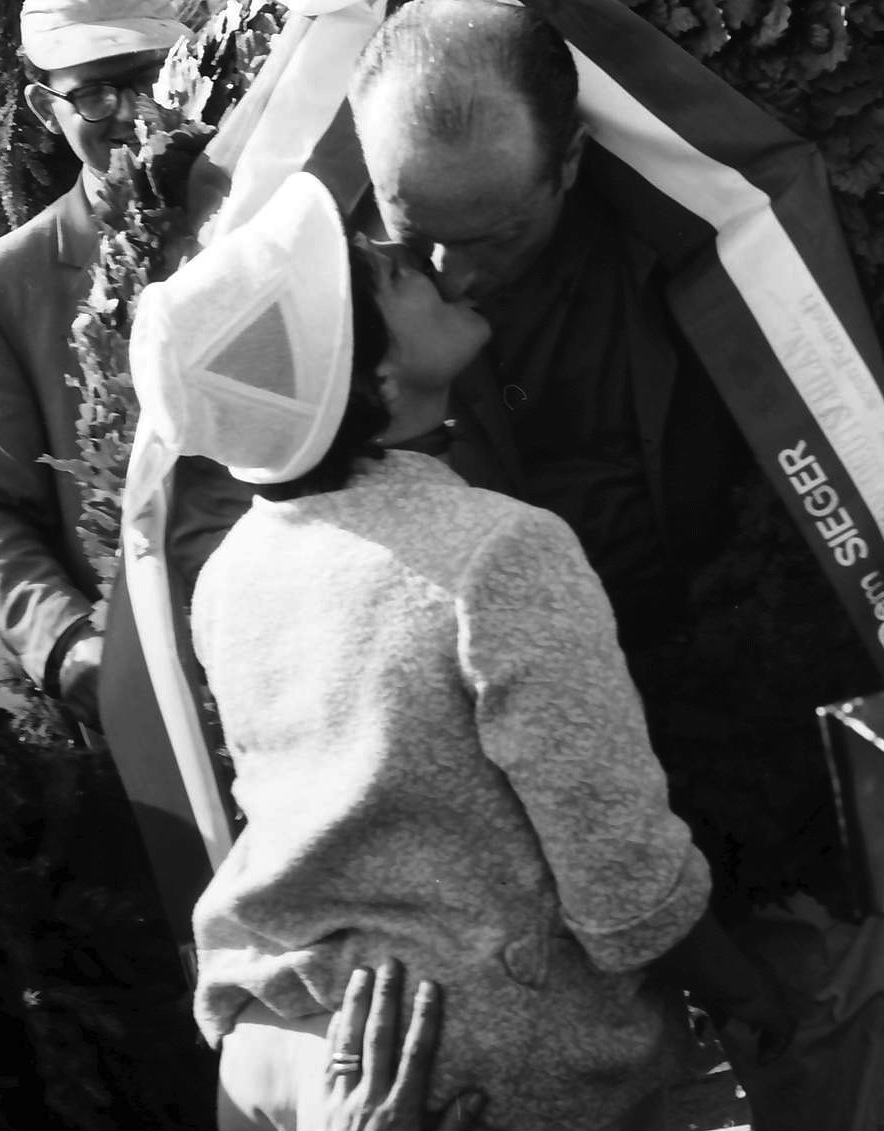
Andrea Berruet felicita a Fangio después de su victoria en el Gran Premio de Alemania de 1957.

Fangio jamás contrajo matrimonio pero mantuvo una relación sentimental durante más de veinte años con Andrea «Beba» Berruet, con quien tuvo un hijo el 6 de abril de 1938: Oscar «Cacho» Espinoza. Se lo anotó con el apellido del marido de Berruet, Luis Alcides Espinoza, debido a que no estaban separados legalmente, ya que en ese momento todavía no era legal el divorcio civil.
La relación entre Berruet y Fangio no duró más allá de la retirada deportiva del corredor a principios de la década de 1960, aunque poco tiempo antes Fangio inició los trámites legales para la adopción de su propio hijo mayor, algo que abandonó poco después.
La primera oportunidad que tuvo Oscar Espinoza de intentar conseguir su verdadero apellido fue en 1966. "Cacho", que ya era piloto de carreras, tuvo la oportunidad de ir a competir en el Campeonato Europeo de Fórmula Dos. Debido a que debía renovar su pasaporte para viajar a Europa, y el trámite de renovación estaba demorado, Juan Manuel le dijo a su hijo que la única vía posible para acelerar la renovación del pasaporte era agregar el apellido Fangio a su Documento Nacional de Identidad, y así se dio. Así comenzó su carrera profesional en el automovilismo como "Cacho" Fangio, aunque se sabía que esto era solo un parche y no una realidad concreta.
En la década de 1970, la relación entre Fangio y su hijo mayor se deterioró casi por completo debido a que "Cacho" comenzó a exigirle a su padre que le diera su verdadero apellido. Espinoza presentó una demanda de filiación contra Juan Manuel Fangio, repudiando la paternidad de Luis Alcides Espinoza. La demanda fue rechazada en Primera y Segunda Instancia por la Cámara Nacional en lo Civil de la Capital Federal. Fangio y su hijo dejaron de hablarse por muchos años. Incluso, en el homenaje que el presidente Carlos Menem, le realizó al ex corredor en 1994 por el 25.º aniversario de Las 84 Horas de Nürburgring 1969 se reencontraron y solo se dieron la mano. Al año siguiente, con la salud de Fangio deteriorándose, se volvieron a ver en la casa que el corredor tenía en Buenos Aires, donde pudieron reconciliarse y mantener una charla tranquila, siendo la última vez que Fangio pudo ver a su hijo, poco antes de su muerte.
En 2000, Espinoza admitió públicamente en un reportaje a Olé que era el hijo no reconocido del piloto y en 2008 inició un caso en un juzgado civil bonaerense para demostrar su filiación y poder utilizar el apellido paterno.
En 2005 Rubén Vázquez, un ex empleado ferroviario nacido en Balcarce y actualmente residente en la localidad de Cañuelas, inició una demanda de paternidad similar a la ya efectuada por "Cacho" Espinoza para saber si efectivamente es también hijo de Fangio. Nacido 4 años después que Espinoza (el 25 de junio de 1942, al día siguiente del cumpleaños 31 de Fangio), Vázquez afirmó ser el fruto de una relación extramatrimonial entre su madre, Catalina Basili, y Fangio, a quien conoció cuando el hermano materno de Vázquez, Ricardo, sufre un accidente mientras trabajaba en el Taller mecánico que el corredor poseía en Balcarce. La relación extramatrimonial entre Basili y Fangio que luego derivó en el embarazo fue un secreto que ni siquiera Pedro Antonio Vázquez, el marido de Basili supo durante su vida. Fangio fue el padrino de bautismo de Vázquez, y hasta en un momento el, en ese entonces sin saber o sin sospechar que era su padre biológico, recurrió al ex corredor para pedirle una recomendación para entrar a trabajar en Mercedes Benz.
La primera sospecha de Rubén sobre su verdadera identidad surgió en 1995 cuando trabajaba en un Hotel en Pinamar. Un médico, cliente del Hotel, que notó el parecido físico de Vázquez con Fangio, y luego de una charla con Rubén donde este le cuenta que era de Balcarce y era ahijado de Fangio, el médico le dijo que cuando se hiciera una prueba de ADN se iba a llevar una gran sorpresa.
Luego de diez años y tras recibir más comentarios de que se parecía a Fangio no sólo físicamente sino también en la voz, en 2005 Vázquez decidió enfrentar a su madre para conocer la verdad de si era o no hijo del ex corredor, aunque a la misma todavía le pesaba la relación extramatrimonial que había tenido con el “Chueco”. Luego de varias negativas, finalmente Basili le dijo la verdad a su hijo. Vázquez recurrió al Estudio Jurídico del reconocido Abogado Miguel Ángel Pierri y su socio, Lisandro Faisal, quienes dan inicio a la causa de filiación que determinaría si Vázquez efectivamente era hijo de Fangio. Catalina Basili falleció en diciembre de 2012, a los 103 años de edad, pero poco tiempo antes de morir firmó un acta ante un Escribano Público admitiendo que su hijo era fruto de una relación con Fangio.
Para dar curso inicialmente a la demanda de filiación efectuada por Espinoza, el 16 de julio de 2015 el Juez en lo Civil y Comercial de Mar del Plata, Rodrigo Cataldo, ordenó la exhumación del cuerpo de Fangio del cementerio municipal de Balcarce, llevándose a cabo la misma el 7 de agosto de ese mismo año. Luego de la exhumación y para efectuar la extracción de muestras de los restos del corredor, también se hicieron presentes peritos enviados por el Juez en lo Civil y Comercial de La Plata, Daniel Dipp, quien tenía a su cargo la causa de filiación de Rubén Vázquez. Las muestras fueron enviadas a laboratorios de La Plata, donde se cotejaron con las muestras de sangre de Espinoza y de Vázquez. El 16 de diciembre de 2015 se confirmó lo afirmado por Espinoza luego de que los resultados de los exámenes de ADN dieron que "Cacho" es en un 99,99% hijo del corredor. En enero de 2016 los exámenes de ADN realizados en La Plata confirmaron también que Vázquez es en un 99,99% y por lo tanto de manera definitiva hijo del legendario corredor.
En junio de 2016, Juan Carlos Rodríguez, un Ingeniero Agrónomo jubilado, nacido en 1945 en Balcarce y actualmente residente en la misma Ciudad, se sometió a un estudio inicial de ADN con Oscar Fangio, quienes se conocían desde hacía más de tres décadas, aunque en esos momentos ambos no sabían que eran hermanos, debido a que si bien Rodríguez sabía que su padre era Juan Manuel, "Cacho" creía que Rodríguez era hijo de Rubén Renato Aniceto Fangio, "Toto", el hermano menor del corredor y padre del también piloto de carreras Juan Manuel Fangio II. Juan Carlos fue el fruto de una relación breve entre Silvia Rodríguez, que para ese entonces tenía quince años de edad y el corredor, que ya contaba con treinta y tres años de edad. El resultado genético entre Rodríguez y Cacho Fangio fue que son hermanos con una certeza de casi el 98%, lo cual llevaría a concluir que Rodríguez sería también hijo de Juan Manuel, aunque faltaba todavía el paso siguiente que era realizar el mismo estudio cotejando las muestras de ADN de Rodríguez con las extraídas de los restos del "Chueco". En mayo de 2021 se confirman mediante los estudios de ADN que Juan Carlos Rodríguez es también hijo de Fangio.
En junio de 2018, Oscar y Rubén Fangio se convirtieron en los herederos de la millonaria fortuna que su padre amasó durante sus años en el automovilismo, desplazando así a sus primos, los sobrinos del ex corredor, quienes habían quedado con la mayor parte de los bienes luego de la muerte de Fangio.

## Legado

### Conmemoraciones e influencia
En la sede oficial de Fórmula 1 hay un enunciado que expresa: «Para muchos, Fangio será el mejor corredor de todos los tiempos». Muchos pilotos reconocidos como Jim Clark, Alain Prost, Ayrton Senna y Michael Schumacher fueron relacionados con Fangio (quíntuple campeón mundial de F1) y tuvieron elogios para con él. Michael Schumacher, quien superó el récord del piloto en F1 en 2003, expresó: «Fangio está en un nivel más alto del que yo me veo a mí mismo. Sus logros son muy importantes... Yo los respeto mucho. No se puede tomar a personalidades como Fangio y compararlas con los acontecimientos actuales de Fórmula 1. Tal comparación no es posible en absoluto».
En Argentina, es considerado uno de los deportistas más relevantes al igual que Diego Maradona, Emanuel Ginóbili, Guillermo Vilas, Carlos Monzón y Lionel Messi. Apodado El Maestro o El Chueco, Fangio fue seleccionado el «mejor argentino de todos los tiempos» detrás de René Favaloro y José de San Martín en el ciclo televisivo El Gen Argentino, transmitido en 2007 por Telefé. En noviembre de 1986 inauguró en Balcarce un museo que recorre su vida; para ese momento había recibido una gran cantidad de distinciones como doctorados honoris causa, órdenes al mérito y el título de Ciudadano ilustre de la Ciudad de Buenos Aires.

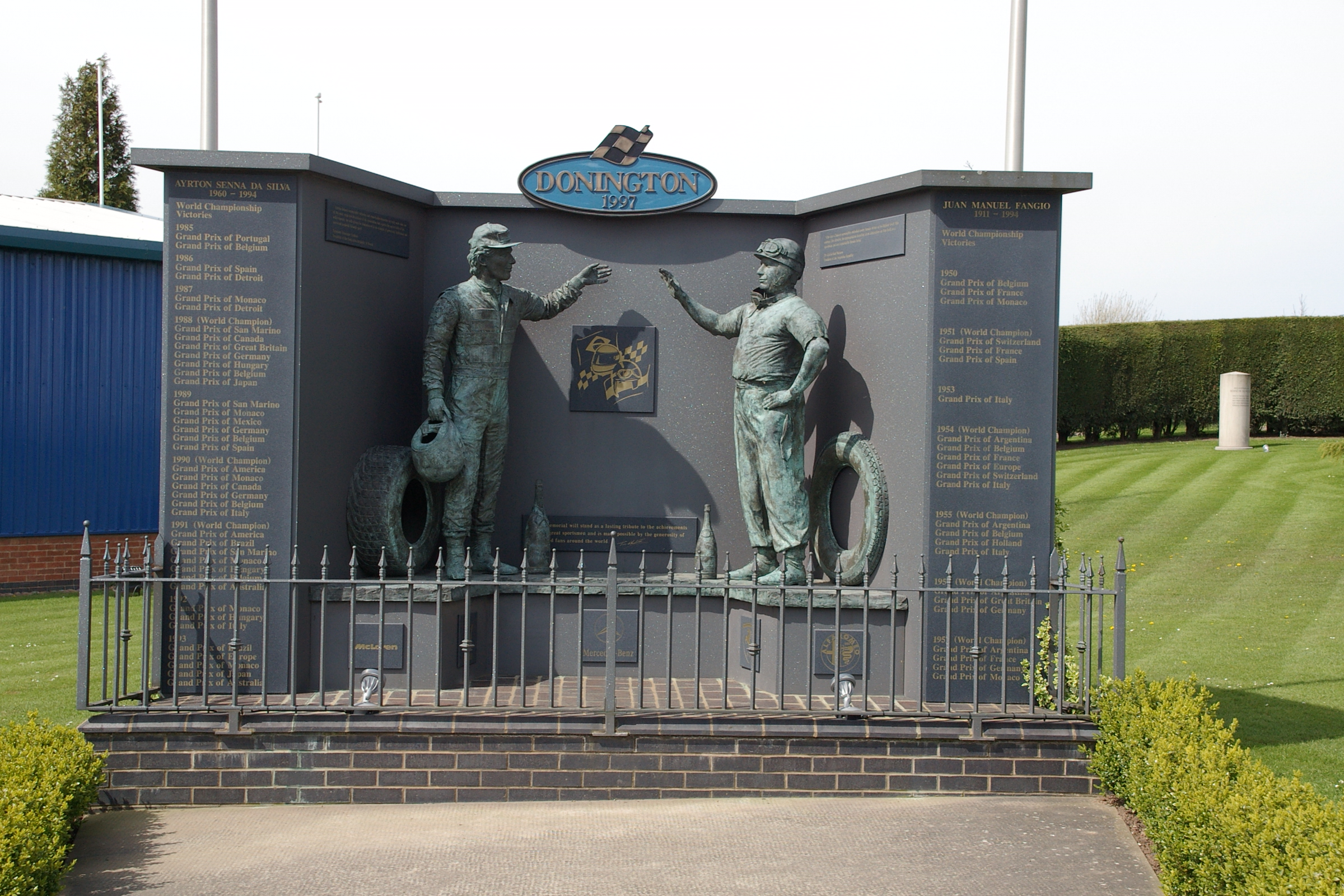
El monumento a Ayrton Senna y Juan Manuel Fangio en los jardines de Donington Grand Prix Collection.

El artista español Joaquim Ros Sabata diseñó cinco estatuas con su imagen en Puerto Madero (frente a la sede de Mercedes Benz Argentina), Monte Carlo (Mónaco), en el circuito de Montmeló (España), Nürburgring (Alemania) y Monza (Italia). En su honor, la compañía nacional de petróleo y gas, Repsol YPF, lanzó la línea de combustible «Fangio XXI».
En junio de 2011, conmemorándose el centenario de su nacimiento, fue homenajeado en todo el mundo y se realizaron diversas actividades oficiales que incluyeron un desfile cívico militar en su ciudad natal sucedido por la presentación de un monumento en su honor.
El 21 de diciembre de 2012, la revista Autosprint colocó un video en su sitio web donde indicó una lista de los mejores pilotos de Fórmula 1 de todos los tiempos. Si bien excluyó a Ayrton Senna de la misma, incluyó a Sebastian Vettel a pesar de no ser el mejor piloto de 2012 según los jefes de equipo de la F1. La publicación italiana designó los siguientes puestos:
1. Juan Manuel Fangio
2. Sebastian Vettel
3. Jackie Stewart
4. Michael Schumacher
5. Jim Clark
6. Alain Prost
7. Stirling Moss
8. Alberto Ascari
9. Niki Lauda
10. Gilles Villeneuve

En el 2016 la Universidad de Sheffield ubicada en Inglaterra, realizó un estudio el cual fue elaborado por el Instituto de métodos de esta misma universidad y llegaron a la conclusión de que la calidad del auto supone el 85% del éxito de un piloto. Tras los estudios la universidad realizó una lista de los mejores pilotos de Fórmula 1 de todos los tiempos tras medir con la habilidad del piloto. Esta designó los siguientes puestos:
1. Juan Manuel Fangio
2. Alain Prost
3. Fernando Alonso
4. Jim Clark
5. Ayrton Senna
6. Jackie Stewart
7. Nelson Piquet
8. Emerson Fittipaldi
9. Michael Schumacher
10. Sebastian Vettel

"No creo que sea justo compararme con Fangio, pues ahora los autos son más seguros, y logró sus campeonatos a una tremenda velocidad teniendo en cuenta los vehículos que existían en su tiempo. Fangio fue muy superior a nosotros".
Michael Schumacher

"Correr no es solo conducir un coche. Es también ser íntegro, vivir una pasión, marcar una historia. Es por eso que nadie va a igualar a Fangio".
Ayrton Senna

"Fue el mejor de todos. Sus rasgos más notables fueron su personalidad y su simpatía".
Niki Lauda

"Fue el más importante de todos los tiempos. Era un artista del volante. Pese a ser mi rival toda la vida, para mí era una figura paterna".
Stirling Moss

### En cine, música y literatura
En el Café Nacional de avenida Corrientes, Anselmo Aieta estrenó el tango Fangio. Poco después, el 27 de octubre de 1950, se presentó en el cine Ocean Fangio, el demonio de las pistas, una película producida por Armando Bó y dirigida por Román Viñoly Barreto. En 1956 se editó en idioma inglés y francés el libro The Life Story of Fangio de Federico B. Kirbus y Roland Hansen. También se estrenó una película no comercial de veinte minutos de duración, Homenaje a Fangio, producida por la British Petroleum, que recopiló escenas del piloto mientras conducía en los circuitos de Módena y Villa de Como. En 1966 fue realizado por el periodista Carlos Alberto Aguilar —con material inédito aportado por el mismo Fangio— el documental De Balcarce a la gloria, para la serie documental Argentina en este siglo. En 1971 se rodó la película Fangio, dirigida por Hugh Hudson y en 1999, bajo la dirección de Alberto Lecchi, fue presentada Operación Fangio, que relata la historia de su secuestro en 1958. En 2020 se estrenó en Netflix la película documental Fangio: El hombre que domaba las máquinas del director Francisco Macri —hijo del expresidente argentino Mauricio Macri—.
Fangio aparece en las siguientes películas de Argentina:
- Turismo de carretera (1968)
- Viaje de una noche de verano (1965)
- Fangio, el demonio de las pistas (1950)

### Reconocimientos
- 1949: Placa de plata «en prueba de admiración» de la Asociación Cordobesa de Volantes.
- 1949: Medalla al Caballero del Deporte otorgada por el presidente Juan Domingo Perón.
- 1949: Cóndor de Oro «en honor al mérito» del Automóvil Club de Mendoza.[35]
- 1950: Medalla de Oro «en homenaje a su actuación en Europa» de la Asociación de Volantes de Chile.
- 1954: Premio Olimpia de Oro de la Asociación de Periodistas Deportivos de la República Argentina.
- 1955: Premio Tazio Nuvolari por parte del periodismo italiano.
- 1956: Trofeo de la Asociación Argentina de Volantes de Rosario.
- 1957: Trofeo al Conductor del Año por parte del Gremio de Cronistas de Automovilismo Británico.
- 1957: Distinción como Maestro de Nürburgring.
- 1957: Huésped de Honor de Alemania por parte del presidente Theodor Heuss.
- 1958: Oficial de la Orden al Mérito de la República Italiana en el grado de Comendador, designado por el presidente Giovanni Gronchi.
- 1958: Premio de la Academia Francesa de Deportes.
- 1969: Oficial de la Orden al Mérito de la República Italiana en el grado de gran oficial por el presidente Giuseppe Saragat.
- 1972: Inauguración del Autódromo Juan Manuel Fangio en la ciudad de Balcarce.[91]
- 1973: Ciudadano ilustre de la Ciudad de Buenos Aires.
- 1976: Orden al Mérito de la República de Alemania en el grado de comendador por el presidente Walter Scheel.
- 1978: Comendador de la Orden Nacional de Costa de Marfil por el presidente Félix Huphouet Boigny.
- 1979: Comendador de Gracia Magistral de la Soberana, Militar, Hospitalaria Orden de San Jorge de Carincia.
- 1979: Trofeo Juan Manuel Fangio de la revista El Gráfico.
- 1980: Elegido el «mejor automovilista de todos los tiempos» por una encuesta de la International Racing Press Association.
- 1980: Miembro de Honor de la Federación Internacional de Automovilismo Deportivo.
- 1980: Premio Konex de Brillante.
- 1982: Trofeo de la revista Quatro Rodas de Brasil.
- 1984: Medalla de Vermeil en París.
- 1986: Distinción del Club International Des Ancient Pilotes de Grand Prix.
- 1989: Premio Águila de Buenos Aires otorgado por la Orden de Caballeros de San Martín de Tours.
- 1990: Homenaje en la fábrica Renault de Córdoba.
- 1991: Homenaje en el Museo Mercedes Benz de Stuttgart.
- 1991: Distinción «Periodista símbolo de Argentina» del Círculo de Periodistas Deportivos.
- 1992: Doctorado honoris causa de la Universidad Católica de Santiago del Estero.
- 1993: Orden a los Servicios Distinguidos del Ejército Argentino.[47]

## Resumen de carrera

### Fórmula 1
| Temporada | Equipo                    | Carreras | Victorias | Poles | VR | Podios | Puntos | Pos. |
| --------- | ------------------------- | -------- | --------- | ----- | -- | ------ | ------ | ---- |
| 1950      | Alfa Romeo SpA            | 6        | 3         | 4     | 3  | 3      | 27     | 2.º  |
| 1951      | Alfa Romeo SpA            | 7        | 3         | 4     | 5  | 5      | 31     | 1.º  |
| 1953      | Officine Alfieri Maserati | 8        | 1         | 2     | 2  | 4      | 28     | 2.º  |
| 1954      | Officine Alfieri Maserati | 2        | 2         | 1     | 1  | 2      | 42     | 1.º  |
| 1954      | Daimler Benz AG           | 6        | 4         | 4     | 2  | 5      | 42     | 1.º  |
| 1955      | Daimler Benz AG           | 6        | 4         | 3     | 3  | 5      | 40     | 1.º  |
| 1956      | Scuderia Ferrari          | 7        | 3         | 6     | 4  | 5      | 30     | 1.º  |
| 1957      | Officine Alfieri Maserati | 7        | 4         | 5     | 2  | 5      | 40     | 1.º  |
| 1958      | Scuderia Sud Americana    | 1        | 0         | 1     | 1  | 0      | 7      | 14.º |
| 1958      | Novi Auto Air Conditioner | 1        | 0         | 0     | 0  | 0      | 7      | 14.º |
| 1958      | Juan Manuel Fangio        | 1        | 0         | 0     | 0  | 0      | 7      | 14.º |

## Resultados

### Grandes Épreuves
| Año     | Equipo                   | 1   | 2       | 3       | 4       | 5   |
| ------- | ------------------------ | --- | ------- | ------- | ------- | --- |
| 1948    | Equipe Gordini           | MON | SUI     | FRA Ret | ITA     | GBR |
| 1949    | Automóvil Club Argentino | GBR | BEL Ret | SUI     | FRA Ret | ITA |
| Fuente: |                          |     |         |         |         |     |

### Fórmula 1
(Clave) (negrita indica pole position) (cursiva indica vuelta rápida)

| Año     | Escudería                 | 1       | 2       | 3       | 4        | 5       | 6     | 7        | 8      | 9     | 10  | 11  | Pos. | Puntos      |
| ------- | ------------------------- | ------- | ------- | ------- | -------- | ------- | ----- | -------- | ------ | ----- | --- | --- | ---- | ----------- |
| 1950    | Alfa Romeo SpA            | GBR Ret | MON 1   | 500     | SUI Ret  | BEL 1   | FRA 1 | ITA Ret‡ |        |       |     |     | 2.º  | 27          |
| 1951    | Alfa Romeo SpA            | SUI 1   | 500     | BEL 9   | FRA 1‡   | GBR 2   | GER 2 | ITA Ret  | ESP 1  |       |     |     | 1.º  | 31 (37)     |
| 1952    | Officine Alfieri Maserati | SUI DNP | 500     | BEL     | FRA      | GBR     | GER   | NED      | ITA    |       |     |     |      |             |
| 1953    | Officine Alfieri Maserati | ARG Ret | 500     | NED Ret | BEL Ret‡ | FRA 2   | GBR 2 | GER 2    | SUI 4‡ | ITA 1 |     |     | 2.º  | 28 (29 1⁄2) |
| 1954    | Officine Alfieri Maserati | ARG 1   | 500     | BEL 1   |          |         |       |          |        |       |     |     | 1.º  | 42 (57 1⁄7) |
| 1954    | Daimler Benz AG           |         |         |         | FRA 1    | GBR 4   | GER 1 | SUI 1    | ITA 1  | ESP 3 |     |     | 1.º  | 42 (57 1⁄7) |
| 1955    | Daimler Benz AG           | ARG 1   | MON Ret | 500     | BEL 1    | NED 1   | GBR 2 | ITA 1    |        |       |     |     | 1.º  | 40 (41)     |
| 1956    | Scuderia Ferrari          | ARG 1‡  | MON 2‡  | 500     | BEL Ret  | FRA 4   | GBR 1 | GER 1    | ITA 2‡ |       |     |     | 1.º  | 30 (33)     |
| 1957    | Officine Alfieri Maserati | ARG 1   | MON 1   | 500     | FRA 1    | GBR Ret | GER 1 | PES 2    | ITA 2  |       |     |     | 1.º  | 40 (46)     |
| 1958    | Scuderia Sud Americana    | ARG 4   | MON     | NED     |          |         |       |          |        |       |     |     | 14.º | 7           |
| 1958    | Novi Auto Air Conditioner |         |         |         | 500 DNQ  |         |       |          |        |       |     |     | 14.º | 7           |
| 1958    | Juan Manuel Fangio        |         |         |         |          | BEL     | FRA 4 | GBR      | GER    | POR   | ITA | MAR | 14.º | 7           |
| Fuente: |                           |         |         |         |          |         |       |          |        |       |     |     |      |             |

### 24 Horas de Le Mans
| Año     | Equipo              | Copilotos             | Automóvil             | Clase | Vueltas | Pos. | Pos. Clase |
| ------- | ------------------- | --------------------- | --------------------- | ----- | ------- | ---- | ---------- |
| 1950    | Automobiles Gordini | José Froilán González | Gordini T15S          | S3.0  | 95      | DNF  | DNF        |
| 1951    | Louis Rosier        | Louis Rosier          | Talbot-Lago T26C      | S5.0  | 92      | DNF  | DNF        |
| 1953    | S.P.A. Alfa Romeo   | Onofre Marimón        | Alfa Romeo 6C 3000 CM | S5.0  | 22      | DNF  | DNF        |
| 1955    | Daimler Benz AG     | Stirling Moss         | Mercedes-Benz 300 SLR | S3.0  | 134     | DNF  | DNF        |
| Fuente: |                     |                       |                       |       |         |      |            |

### 12 Horas de Sebring
| Año     | Equipo              | Copilotos           | Automóvil         | Clase | Vueltas | Pos. | Pos. Clase |
| ------- | ------------------- | ------------------- | ----------------- | ----- | ------- | ---- | ---------- |
| 1954    | Scuderia Lancia Co. | Eugenio Castellotti | Lancia D24        | S5.0  | 51      | DNF  | DNF        |
| 1956    | Scuderia Ferrari    | Eugenio Castellotti | Ferrari 860 Monza | S5.0  | 194     | 1.º  | 1.º        |
| 1957    | Maserati Factory    | Jean Behra          | Maserati 450S     | S5.0  | 197     | 1.º  | 1.º        |
| Fuente: |                     |                     |                   |       |         |      |            |

### 24 Horas de Spa
| Año     | Equipo            | Copilotos       | Automóvil                    | Clase | Vueltas | Pos. | Pos. Clase |
| ------- | ----------------- | --------------- | ---------------------------- | ----- | ------- | ---- | ---------- |
| 1953    | S.P.A. Alfa Romeo | Consalvo Sanesi | Alfa Romeo 6C 3000 CM Spider | S     | 5       | DNF  | DNF        |
| Fuente: |                   |                 |                              |       |         |      |            |

### Mille Miglia
| Año     | Equipo            | Copilotos       | Automóvil                       | Clase | Pos. | Pos. Clase |
| ------- | ----------------- | --------------- | ------------------------------- | ----- | ---- | ---------- |
| 1950    |                   | Augusto Zanardi | Alfa Romeo 6C 2500 Competizione | S+2.0 | 3.º  | 3.º        |
| 1952    |                   | Giulio Sala     | Alfa Romeo 1900 Sprint          | GT2.0 | 22.º | 7.º        |
| 1953    | S.P.A. Alfa Romeo | Giulio Sala     | Alfa Romeo 6C 3000 CM           | S+2.0 | 2.º  | 2.º        |
| 1955    | Daimler Benz AG   |                 | Mercedes-Benz 300 SLR           | S+2.0 | 2.º  | 2.º        |
| 1956    | Scuderia Ferrari  |                 | Ferrari 290 MM                  | S+2.0 | 4.º  | 4.º        |
| Fuente: |                   |                 |                                 |       |      |            |

### Carrera Panamericana
| Año     | Equipo          | Copilotos     | Automóvil               | Clase | Pos. | Pos. Clase |
| ------- | --------------- | ------------- | ----------------------- | ----- | ---- | ---------- |
| 1953    | Scuderia Lancia | Gino Bronzoni | Lancia D24 Pinin Farina | S+1.6 | 1.º  | 1.º        |
| Fuente: |                 |               |                         |       |      |            |

### 500 Millas de Indianápolis
| Año  | Chasis       | Motor | Inicio | Final | Escudería                 |
| ---- | ------------ | ----- | ------ | ----- | ------------------------- |
| 1958 | Kurtis Kraft | Novi  | DNQ    | DNQ   | Novi Auto Air Conditioner |

| Predecesor: Ángel Lo Valvo  | Campeón de Turismo Carretera 1940-1941 | Sucesor: Desierto       |
| Predecesor: Giuseppe Farina | Campeón de Fórmula 1 1951              | Sucesor: Alberto Ascari |
| Predecesor: Alberto Ascari  | Campeón de Fórmula 1 1954-1957         | Sucesor: Mike Hawthorn  |